# Теодерих фон Хаген
Теодерих фон Хаген (на немски: Theoderich von Hagen; † 1274) е благородник от Хаген, господар на Хаген в дворец Мотен в Лебах в Саарланд.
Той е син на Теодорикус фон Индагине († сл. 1197) и съпругата му фон Сарверден, дъщеря на граф Лудвиг I фон Сарверден († сл. 1200) и Гертруд фон Дагсбург (Етихониди), дъщеря на граф Хуго X фон Дагсбург-Мец († сл. 1178) и Лиутгард фон Зулцбах († сл. 1163), която е сестра на Гертруда фон Зулцбах, съпругата на крал Конрад III, и на Берта фон Зулцбах, съпругата на император Мануил I Комнин от Византия. Внук е на Хуго фон Индагине († сл. 1197) и правнук на Теодерикус де Индагине († сл. 1158). Сестра му се омъжва за Райнер II фон Саарбрюкен († 11 март 1284) и е майка на Боемунд I фон Саарбрюкен († 1308).

## Фамилия
Теодерих фон Хаген се жени за Мехтилд фон Мандершайд (* пр. 1261; † 12 юни 1296), дъщеря на Вилхелм II фон Мандершайд († сл. 1270) и Гертруд фон Вирнебург, дъщеря на граф Херман V фон Вирнебург († сл. 1192) и Луитгард фон Насау († пр. 1222). Те имат осем деца:
- Беатрикс/Биела фон Хаген († сл. 1318/1319), омъжена пр. 3 май 1255 г. за фогт Николаус II фон Хунолщайн († сл. 1303/1315), син на фогт Николаус фон Хунолщайн-Винтрих († сл. 1247)
- Теодерих фон Хаген († сл. 1319), женен за Агнес фон Боланден († сл. 1280), дъщеря на Шенк Вернер V фон Боланден († 1288) и Елизабет († сл. 1284)
- Николаус фон Хаген цур Мотен († 1319), женен пр. 6 октомври 1299 г. за Изабела, вдовица на Куно фон Болхен († сл. 1294)
- Хилдегард фон Хаген († сл. 1286), омъжена за Вилхелм II фон Шварценберг († пр. 1301), син на Вилхелм I фон Шварценберг († сл. 1234)
- Агнес фон Хаген († сл. 1280), омъжена за Йохан фон Ливенберг
- Гертруд фон Хаген († сл. 1280), омъжена за Гецо фон Ливенберг